# كويانسقاتسي
كويانسقاتسي (بالإنجليزية: Koyaanisqatsi) هو فيلم وثائقي تجريبي أخرجها غودفري راجيو في الولايات المتحدة وصدر سنة 1982. ألف موسيقاه الملحن الأميركي فيليب غلاس. كويانسقاتسي هو الفيلم الأول من أفلام ثلاثية قاتسي وأشهرها.
يتكون في الأغلب من مقطعات الحركة البطيئة والتايملابس لمدن ومناظر طبيعية عبر الولايات المتحدة. الفيلم بمثابة الشعر المرئي ولا يحتوي على الحوار ولا الرواية الصوتية؛ يحدد نبرته ترتيب المقطعات والموسيقى. شرح راجيو عدم الحوار قائلا إنه «لم يكن سبب الاستغناء عن الحوار هو خيبة الحب للغة المنطوقة، بل هو لأن، من وجهة نظري، لغتنا في حالة فضيحة كبيرة. لم تعد تصف العالم الذي نعيش فيه.»
في لغة الهوبي، كلمة «كويانسقاتسي» معناها «الحياة الخارجة عن التوازن.»
ويُقارن غالباً بفيلم "بركة" الذي عمل مخرجه رون فرك سابقاً كمدير تصوير في هذا الفيلم.

## الميزانية والإيرادات
حقق أرباحا تقدر بـ 1.7 مليون $.

## روابط خارجية
- الموقع الرسمي
- كويانسقاتسي على موقع IMDb (الإنجليزية)
- كويانسقاتسي على موقع روتن توميتوز (الإنجليزية)
- كويانسقاتسي على موقع نتفليكس (الإنجليزية)
- كويانسقاتسي على موقع ألو سيني (الفرنسية)
- كويانسقاتسي على موقع Turner Classic Movies (الإنجليزية)
- كويانسقاتسي على موقع أول موفي (الإنجليزية)
- كويانسقاتسي على موقع بوكس أوفيس موجو (الإنجليزية)
- كويانسقاتسي على موقع فيلمافينيتي (الإسبانية)
- كويانسقاتسي على موقع قاعدة بيانات الأفلام السويدية (السويدية)
- كويانسقاتسي على موقع قاعدة بيانات الفيلم (الإنجليزية)